# Usk (rzeka)

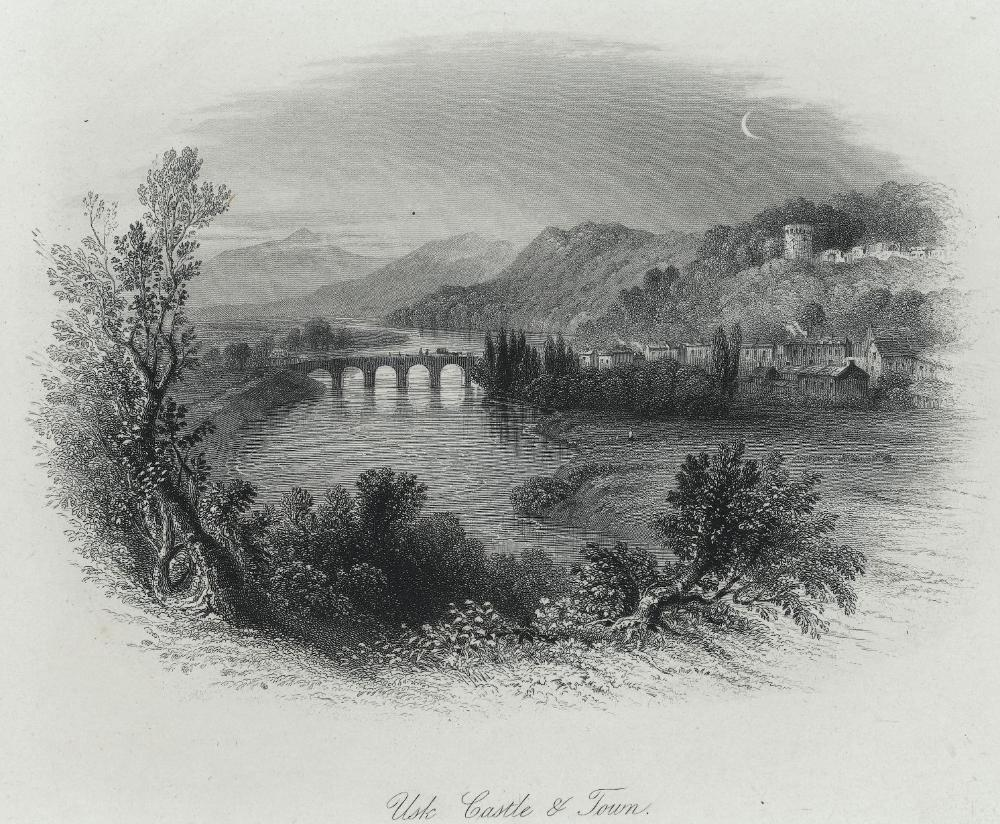
Zamek i miasteczko Usk nad rzeką Usk w 1845 roku

Usk (ang. River Usk, wal. Afon Wysg) – rzeka w południowej Walii (Wielka Brytania) o długości około 125 km, mająca źródła w masywie Black Mountain, a uchodząca do estuarium rzeki Severn, w pobliżu miasta Newport.
Źródło rzeki oraz jej górny bieg znajdują się w granicach Parku Narodowego Brecon Beacons. W górnym biegu rzeka płynie przeważająco w kierunku wschodnim, dalej zwraca się ku południu. Przepływa przez miejscowości Sennybridge, Brecon, Crickhowell, Abergavenny, Usk, Caerleon i Newport. Na odcinku od Brecon do okolic Abergavenny rzece towarzyszy kanał Monmouthshire and Brecon Canal. Rzeka znajduje się w granicach hrabstw Powys (odcinek źródłowy wyznacza granicę z Carmarthenshire), Monmouthshire i Newport.